# Ogre (rivière)
Pour les articles homonymes, voir Ogre (homonymie).
L'Ogre est une rivière de Lettonie, l'affluent droit de la Daugava. Elle a une longueur de 188 kilomètres. Elle est considérée comme la plus rapide parmi les cours d'eau du pays.
Son nom ne vient pas de la créature fantastique bien connue, mais du russe угри [ugri], qui signifie anguilles. La rivière en était en effet jadis fort riche. On attribue la maternité de ce nom à Catherine II de Russie.
L'Ogre donne son nom à la ville d'Ogre, dans le centre de la Lettonie, et à ses trois districts.